# 相互誘導
相互誘導（そうごゆうどう、英: mutual induction）は、電磁気学における現象の1つ。二つのコイル（インダクタンス）が磁気的に結合しているとき、2つのコイルに流れる電流が互いに影響を及ぼす現象。
その特性は相互インダクタンス（単位はヘンリー）で表される。この現象を応用したものにトランスがある。